# Lista över avsnitt av Rederiet
Detta är en avsnittsguide till Rederiet. Serien sändes i SVT mellan augusti 1992 och april 2002.

## Säsongsöversikt
| Säsong | Säsong | År   | Avsnitt | Avsnitt | Originalvisning       | Originalvisning      |
| Säsong | Säsong | År   | Avsnitt | Avsnitt | Första sändningsdatum | Sista sändningsdatum |
| ------ | ------ | ---- | ------- | ------- | --------------------- | -------------------- |
|        | 1      | 1992 | 18      | 18      | 20 augusti            | 17 december          |
|        | 2      | 1993 | 12      | 12      | 14 januari            | 1 april              |
|        | 3      | 1993 | 15      | 15      | 9 september           | 16 december          |
|        | 4      | 1994 | 12      | 12      | 13 januari            | 7 april              |
|        | 5      | 1994 | 15      | 15      | 8 september           | 22 december          |
|        | 6      | 1995 | 12      | 12      | 12 januari            | 30 mars              |
|        | 7      | 1995 | 15      | 15      | 7 september           | 21 december          |
|        | 8      | 1996 | 15      | 15      | 11 januari            | 18 april             |
|        | 9      | 1996 | 15      | 15      | 12 september          | 19 december          |
|        | 10     | 1997 | 15      | 15      | 9 januari             | 17 april             |
|        | 11     | 1997 | 18      | 18      | 21 augusti            | 18 december          |
|        | 12     | 1998 | 18      | 18      | 8 januari             | 7 maj                |
|        | 13     | 1998 | 18      | 18      | 20 augusti            | 17 december          |
|        | 14     | 1999 | 18      | 18      | 14 januari            | 13 maj               |
|        | 15     | 1999 | 18      | 18      | 26 augusti            | 23 december          |
|        | 16     | 2000 | 18      | 18      | 13 januari            | 11 maj               |
|        | 17     | 2000 | 18      | 18      | 24 augusti            | 21 december          |
|        | 18     | 2001 | 18      | 18      | 11 januari            | 10 maj               |
|        | 19     | 2001 | 18      | 18      | 23 augusti            | 20 december          |
|        | 20     | 2002 | 12      | 12      | 31 januari            | 18 april             |

## Avsnitt

### Säsong 1
Rederiet (säsong 1) sändes mellan den 20 augusti och 17 december 1992. Huvudförfattare var Björn Gunnarsson.
| Nr i serien | Nr i säsongen | Titel                     | Regissör          | Manus                                                  | Originalvisning   |
| ----------- | ------------- | ------------------------- | ----------------- | ------------------------------------------------------ | ----------------- |
| 1           | 1             | "Farlig kryssning"        | Mikael Ekman      | Björn Gunnarsson, Louise Boije af Gennäs, Mikael Ekman | 20 augusti 1992   |
| 2           | 2             | "Lugnt vatten"            | Mikael Ekman      | Björn Gunnarsson, Louise Boije af Gennäs, Mikael Ekman | 27 augusti 1992   |
| 3           | 3             | "Lära så länge man lever" | Mikael Ekman      | Bror Yngve Anderson                                    | 3 september 1992  |
| 4           | 4             | "En joker i leken"        | Filippa Wallström | Carolina Falck                                         | 10 september 1992 |
| 5           | 5             | "Stormvarning"            | Filippa Wallström | Bror Yngve Anderson                                    | 17 september 1992 |
| 6           | 6             | "Sanning och konsekvens"  | Filippa Wallström | Bror Yngve Anderson                                    | 24 september 1992 |
| 7           | 7             | "Stoppa pressarna"        | Marcelo Racana    | Louise Boije af Gennäs                                 | 30 september 1992 |
| 8           | 8             | "Ringar på vattnet"       | Marcelo Racana    | Carolina Falck                                         | 7 oktober 1992    |
| 9           | 9             | "Ulv i fårakläder"        | Marcelo Racana    | Bror Yngve Anderson                                    | 14 oktober 1992   |
| 10          | 10            | "Lika barn leka bäst"     | Mikael Ekman      | Mikael Ekman                                           | 21 oktober 1992   |
| 11          | 11            | "In i dimman"             | Mikael Ekman      | Liselott Svensson, Mikael Ekman                        | 29 oktober 1992   |
| 12          | 12            | "Att ha och inte ha"      | Mikael Ekman      | Bror Yngve Anderson                                    | 5 november 1992   |
| 13          | 13            | "Allt har ett pris"       | Filippa Wallström | Liselott Svensson                                      | 12 november 1992  |
| 14          | 14            | "Farlig lek"              | Filippa Wallström | Liselott Svensson                                      | 19 november 1992  |
| 15          | 15            | "Falskspel"               | Filippa Wallström | Carolina Falck                                         | 26 november 1992  |
| 16          | 16            | "Dubbelspel"              | Marcelo Racana    | Bror Yngve Anderson                                    | 3 december 1992   |
| 17          | 17            | "Försvunnen till havs"    | Marcelo Racana    | Bror Yngve Anderson                                    | 10 december 1992  |
| 18          | 18            | "Upp i rök"               | Marcelo Racana    | Bror Yngve Anderson                                    | 17 december 1992  |

### Säsong 2
Huvudförfattare denna säsong var Björn Gunnarsson.
| Nr i serien | Nr i säsongen | Titel                      | Regissör           | Manus               | Originalvisning  |
| ----------- | ------------- | -------------------------- | ------------------ | ------------------- | ---------------- |
| 19          | 1             | "Ur askan i elden"         | Filippa Wallström  | Bror Yngve Anderson | 14 januari 1993  |
| 20          | 2             | "Skamfläckar sitter djupt" | Filippa Wallström  | Liselott Svensson   | 21 januari 1993  |
| 21          | 3             | "Tjockare än vatten"       | Filippa Wallström  | Charlotte Lesche    | 28 januari 1993  |
| 22          | 4             | "Lysande utsikter"         | Marcelo Racana     | Lotten Strömstedt   | 4 februari 1993  |
| 23          | 5             | "En vän i nöden"           | Marcelo Racana     | Carolina Falck      | 11 februari 1993 |
| 24          | 6             | "Vapenskrammel"            | Marcelo Racana     | Bror Yngve Anderson | 18 februari 1993 |
| 25          | 7             | "Första kyssen"            | Christian Wikander | Anna Fredriksson    | 25 februari 1993 |
| 26          | 8             | "Dubbelspel"               | Christian Wikander | Åsa Furuhagen       | 4 mars 1993      |
| 27          | 9             | "Var går gränsen?"         | Christian Wikander | Liselott Svensson   | 11 mars 1993     |
| 28          | 10            | "På drift"                 | Filippa Wallström  | Åsa Furuhagen       | 18 mars 1993     |
| 29          | 11            | "Falskt spel"              | Filippa Wallström  | Charlotte Lesche    | 25 mars 1993     |
| 30          | 12            | "Nån gång i nästa liv"     | Filippa Wallström  | Jonas Frykberg      | 1 april 1993     |

### Säsong 3
Huvudförfattare denna säsong var Björn Gunnarsson (avsnitt 1-3) och Magnus Lind och Charlotte Lesche (avsnitt 4-12).
| Nr i serien | Nr i säsongen | Titel                        | Regissör           | Manus                    | Originalvisning   |
| ----------- | ------------- | ---------------------------- | ------------------ | ------------------------ | ----------------- |
| 31          | 1             | "Krav och motkrav"           | Marcelo Racana     | Liselott Svensson        | 9 september 1993  |
| 32          | 2             | "Sammansvärjning"            | Marcelo Racana     | Bror Yngve Anderson      | 16 september 1993 |
| 33          | 3             | "Insiders"                   | Marcelo Racana     | Bror Yngve Anderson      | 23 september 1993 |
| 34          | 4             | "Ändrade planer"             | Thomas Hellberg    | Anna Fredriksson         | 30 september 1993 |
| 35          | 5             | "Främmande fåglar"           | Thomas Hellberg    | Magnus Westerberg        | 7 oktober 1993    |
| 36          | 6             | "I kärlekens kölvatten"      | Thomas Hellberg    | Eva Brise                | 14 oktober 1993   |
| 37          | 7             | "Ändrad kurs"                | Christian Wikander | Bo Tidelius, Magnus Lind | 21 oktober 1993   |
| 38          | 8             | "Rent spel"                  | Christian Wikander | Liselott Svensson        | 28 oktober 1993   |
| 39          | 9             | "Skuggor från det förflutna" | Christian Wikander | Åsa Furuhagen            | 4 november 1993   |
| 40          | 10            | "I samma båt"                | Christjan Wegner   | Bror Yngve Anderson      | 11 november 1993  |
| 41          | 11            | "Kärlek med förhinder"       | Christjan Wegner   | Tomas Blom               | 18 november 1993  |
| 42          | 12            | "Fiske utan fångst"          | Christjan Wegner   | Magnus Westerberg        | 25 november 1993  |
| 43          | 13            | "På höga höjder"             | Thomas Hellberg    | Jonas Frykberg           | 2 december 1993   |
| 44          | 14            | "Besked väntas"              | Thomas Hellberg    | Anna Fredriksson         | 9 december 1993   |
| 45          | 15            | "Oro och uppbrott"           | Thomas Hellberg    | Bror Yngve Anderson      | 16 december 1993  |

### Säsong 4
Huvudförfattare denna säsong var Magnus Lind och Charlotte Lesche.
| Nr i serien | Nr i säsongen | Titel                  | Regissör         | Manus               | Originalvisning  |
| ----------- | ------------- | ---------------------- | ---------------- | ------------------- | ---------------- |
| 46          | 1             | "Spårlöst försvunnen"  | Karin Falck      | Bror Yngve Anderson | 13 januari 1994  |
| 47          | 2             | "Familjefadern"        | Karin Falck      | Anna Fredriksson    | 20 januari 1994  |
| 48          | 3             | "Jokers beslut"        | Karin Falck      | Mario Nilsson       | 27 januari 1994  |
| 49          | 4             | "Nyanställd"           | Christjan Wegner | Liselott Svensson   | 3 februari 1994  |
| 50          | 5             | "Lockande erbjudanden" | Christjan Wegner | Hans Rosenfeldt     | 10 februari 1994 |
| 51          | 6             | "Larmet går"           | Christjan Wegner | Tomas Blom          | 24 februari 1994 |
| 52          | 7             | "Frasande siden"       | Anders Lennberg  | Carolina Falck      | 3 mars 1994      |
| 53          | 8             | "I hetaste laget"      | Anders Lennberg  | Eva Brise           | 10 mars 1994     |
| 54          | 9             | "Förföljd av otur"     | Anders Lennberg  | Åsa Furuhagen       | 17 mars 1994     |
| 55          | 10            | "Snedsteg med följder" | Rolf Sohlman     | Anna Fredriksson    | 24 mars 1994     |
| 56          | 11            | "Mystiska villovägar"  | Rolf Sohlman     | Jonas Frykberg      | 31 mars 1994     |
| 57          | 12            | "Stilla natt"          | Rolf Sohlman     | Bror Yngve Anderson | 7 april 1994     |

### Säsong 5
Huvudförfattare denna säsong var Magnus Lind och Anna Fredriksson.
| Nr i serien | Nr i säsongen | Titel                  | Regissör         | Manus               | Originalvisning   |
| ----------- | ------------- | ---------------------- | ---------------- | ------------------- | ----------------- |
| 58          | 1             | "Ont uppsåt"           | Christjan Wegner | Hans Rosenfeldt     | 8 september 1994  |
| 59          | 2             | "Oväntat besök"        | Christjan Wegner | Liselott Svensson   | 15 september 1994 |
| 60          | 3             | "Uppgörelsen"          | Christjan Wegner | Sara Heldt          | 22 september 1994 |
| 61          | 4             | "Natten har ögon"      | Erik Kiviniemi   | Bror Yngve Anderson | 6 oktober 1994    |
| 62          | 5             | "Enda vittnet"         | Erik Kiviniemi   | Mario Nilsson       | 13 oktober 1994   |
| 63          | 6             | "Pengarna eller livet" | Erik Kiviniemi   | Tomas Blom          | 20 oktober 1994   |
| 64          | 7             | "Nya krafter"          | Anders Lennberg  | Carolina Falck      | 27 oktober 1994   |
| 65          | 8             | "Äkta Silver"          | Anders Lennberg  | Åsa Furuhagen       | 3 november 1994   |
| 66          | 9             | "Far och son"          | Anders Lennberg  | Eva Brise           | 10 november 1994  |
| 67          | 10            | "Ett skott i nacken"   | Kjell Sundvall   | Johan Kindblom      | 17 november 1994  |
| 68          | 11            | "Efterlyst"            | Kjell Sundvall   | Hans Rosenfeldt     | 24 november 1994  |
| 69          | 12            | "Sanningar och lögner" | Kjell Sundvall   | Bror Yngve Anderson | 1 december 1994   |
| 70          | 13            | "Avslöjad"             | Erik Kiviniemi   | Cecilia Börjlind    | 8 december 1994   |
| 71          | 14            | "Spruckna drömmar"     | Erik Kiviniemi   | Mario Nilsson       | 15 december 1994  |
| 72          | 15            | "Demaskering"          | Erik Kiviniemi   | Bror Yngve Anderson | 22 december 1994  |

### Säsong 6
Huvudförfattare denna säsong var Anna Fredriksson (avsnitt 1-3),  Bror Yngve Anderson (avsnitt 5-12) och Magnus Lind.
| Nr i serien | Nr i säsongen | Titel                    | Regissör         | Manus                               | Originalvisning  |
| ----------- | ------------- | ------------------------ | ---------------- | ----------------------------------- | ---------------- |
| 73          | 1             | "Uppbrott och återkomst" | Erik Kiviniemi   | Bror Yngve Anderson                 | 12 januari 1995  |
| 74          | 2             | "Eld i håg"              | Erik Kiviniemi   | Ulla-Carin Nyquist                  | 19 januari 1995  |
| 75          | 3             | "Tillbaka vid rodret"    | Erik Kiviniemi   | Hans Rosenfeldt                     | 26 januari 1995  |
| 76          | 4             | "Motivet heter hämnd"    | Peter Nicolaisen | Johan Kindblom, Bror Yngve Anderson | 2 februari 1995  |
| 77          | 5             | "Makten att älska"       | Peter Nicolaisen | Anna Fredriksson                    | 9 februari 1995  |
| 78          | 6             | "Förbjuden kärlek"       | Peter Nicolaisen | Hans Rosenfeldt                     | 16 februari 1995 |
| 79          | 7             | "Kvitt eller dubbelt"    | Martin de Faria  | Ulla-Carin Nyquist                  | 23 februari 1995 |
| 80          | 8             | "Säkra papper"           | Martin de Faria  | Hans Rosenfeldt                     | 2 mars 1995      |
| 81          | 9             | "På bar gärning"         | Martin de Faria  | Anna Fredriksson                    | 9 mars 1995      |
| 82          | 10            | "Tala är silver..."      | Kjell Sundvall   | Hans Rosenfeldt                     | 16 mars 1995     |
| 83          | 11            | "Sonad skuld"            | Kjell Sundvall   | Ethel G Ericsson                    | 23 mars 1995     |
| 84          | 12            | "En hjältes skepnad"     | Kjell Sundvall   | Bror Yngve Anderson                 | 30 mars 1995     |

### Säsong 7
Huvudförfattare denna säsong var Magnus Lind och Bror Yngve Anderson.
| Nr i serien | Nr i säsongen | Titel                   | Regissör                      | Manus                              | Originalvisning   |
| ----------- | ------------- | ----------------------- | ----------------------------- | ---------------------------------- | ----------------- |
| 85          | 1             | "Vinna eller försvinna" | Peter Nicolaisen              | Bror Yngve Anderson                | 7 september 1995  |
| 86          | 2             | "I stormens öga"        | Peter Nicolaisen              | Mario Nilsson                      | 14 september 1995 |
| 87          | 3             | "Sant eller falskt?"    | Peter Nicolaisen              | Anna Fredriksson                   | 21 september 1995 |
| 88          | 4             | "Bara en varning"       | Martin de Faria (okrediterad) | Ulla-Carin Nyquist, Johan Kindblom | 5 oktober 1995    |
| 89          | 5             | "Ingen utväg"           | Martin de Faria               | Ethel G Ericsson                   | 12 oktober 1995   |
| 90          | 6             | "Viljans makt"          | Anders Engström               | Ola Höglund                        | 19 oktober 1995   |
| 91          | 7             | "Mellan fyra ögon"      | Anders Engström               | Pernilla Oljelund                  | 26 oktober 1995   |
| 92          | 8             | "Bot och bättring"      | Anders Engström               | Tomas Blom                         | 2 november 1995   |
| 93          | 9             | "Bekännelser"           | Peter Nicolaisen              | Cecilia Börjlind                   | 9 november 1995   |
| 94          | 10            | "Herre på täppan"       | Peter Nicolaisen              | Cecilia Börjlind (okrediterad)     | 16 november 1995  |
| 95          | 11            | "Efter natt kommer dag" | Peter Nicolaisen              | Hans Rosenfeldt                    | 23 november 1995  |
| 96          | 12            | "Skenet bedrar"         | Anders Engström               | Anna Fredriksson, Magnus Lind      | 30 november 1995  |
| 97          | 13            | "När leken blir allvar" | Anders Lennberg               | Ola Höglund                        | 7 december 1995   |
| 98          | 14            | "Vägskäl"               | Anders Lennberg               | Pernilla Oljelund                  | 14 december 1995  |
| 99          | 15            | "Jagad av sanningen"    | Anders Lennberg               | Bror Yngve Anderson                | 21 december 1995  |

### Säsong 8
Huvudförfattare denna säsong var Bror Yngve Anderson.
| Nr i serien | Nr i säsongen | Titel                                      | Regissör        | Manus               | Originalvisning  |
| ----------- | ------------- | ------------------------------------------ | --------------- | ------------------- | ---------------- |
| 100         | 1             | "En skål för framtiden"                    | Anders Engström | Pernilla Oljelund   | 11 januari 1996  |
| 101         | 2             | "Skvallerbytta bingbång"                   | Anders Engström | Bror Gustaf Ahlgård | 18 januari 1996  |
| 102         | 3             | "Generationsskifte"                        | Anders Engström | Pernilla Oljelund   | 25 januari 1996  |
| 103         | 4             | "Falskt spel"                              | Karin Falck     | Bengt Palmers       | 1 februari 1996  |
| 104         | 5             | "Passioner och svek"                       | Karin Falck     | Inger di Marco      | 8 februari 1996  |
| 105         | 6             | "Den som gräver en grop..."                | Karin Falck     | Pernilla Oljelund   | 15 februari 1996 |
| 106         | 7             | "Fly för livet"                            | Martin Asphaug  | Gustaf Skördeman    | 22 februari 1996 |
| 107         | 8             | "Sann kärlek?"                             | Martin Asphaug  | Ola Höglund         | 29 februari 1996 |
| 108         | 9             | "Om hjärtat är tomt, varför talar munnen?" | Martin Asphaug  | Hans Rosenfeldt     | 7 mars 1996      |
| 109         | 10            | "Många bäckar små..."                      | Ulf Hansson     | Bengt Palmers       | 14 mars 1996     |
| 110         | 11            | "Le mot din fiende"                        | Ulf Hansson     | Måns Holmqvist      | 21 mars 1996     |
| 111         | 12            | "Farliga rykten"                           | Ulf Hansson     | Ulrika Kolmodin     | 28 mars 1996     |
| 112         | 13            | "I de lugnaste vatten..."                  | Martin Asphaug  | Ola Höglund         | 4 april 1996     |
| 113         | 14            | "Skuggor från det förflutna"               | Martin Asphaug  | Marianne Högmark    | 11 april 1996    |
| 114         | 15            | "Seger och sorg"                           | Martin Asphaug  | Hans Rosenfeldt     | 18 april 1996    |

### Säsong 9
Huvudförfattare denna säsong var Bror Yngve Anderson.
| Nr i serien | Nr i säsongen | Titel                       | Regissör        | Manus             | Originalvisning   |
| ----------- | ------------- | --------------------------- | --------------- | ----------------- | ----------------- |
| 115         | 1             | "Bröllop med förhinder"     | Thomas Hellberg | Hans Rosenfeldt   | 12 september 1996 |
| 116         | 2             | "Det svåra beslutet"        | Thomas Hellberg | Marcus Dörner     | 19 september 1996 |
| 117         | 3             | "Dolda planer"              | Thomas Hellberg | Ola Höglund       | 26 september 1996 |
| 118         | 4             | "Det första steget"         | Ulf Hansson     | Bengt Palmers     | 3 oktober 1996    |
| 119         | 5             | "Laddat möte"               | Ulf Hansson     | Pernilla Oljelund | 10 oktober 1996   |
| 120         | 6             | "Obehagliga nyheter"        | Ulf Hansson     | Måns Holmqvist    | 17 oktober 1996   |
| 121         | 7             | "Oväntat besök"             | Anders Lenhoff  | Hans Rosenfeldt   | 24 oktober 1996   |
| 122         | 8             | "Upp till bevis"            | Anders Lenhoff  | Magnus Lind       | 31 oktober 1996   |
| 123         | 9             | "Sanningens pris"           | Anders Lenhoff  | Ola Höglund       | 7 november 1996   |
| 124         | 10            | "Farliga förbindelser"      | Thomas Hellberg | Måns Holmqvist    | 14 november 1996  |
| 125         | 11            | "Talande tystnad"           | Thomas Hellberg | Bengt Palmers     | 21 november 1996  |
| 126         | 12            | "Obehagliga överraskningar" | Thomas Hellberg | Ulrika Kolmodin   | 28 november 1996  |
| 127         | 13            | "Svarta tankar"             | Eva Dahlman     | Bengt Palmers     | 5 december 1996   |
| 128         | 14            | "Vägval"                    | Eva Dahlman     | Måns Holmqvist    | 12 december 1996  |
| 129         | 15            | "En annorlunda påsk"        | Eva Dahlman     | Hans Rosenfeldt   | 19 december 1996  |

### Säsong 10
Huvudförfattare denna säsong var Bror Yngve Anderson.
| Nr i serien | Nr i säsongen | Titel                   | Regissör        | Manus                 | Originalvisning  |
| ----------- | ------------- | ----------------------- | --------------- | --------------------- | ---------------- |
| 130         | 1             | "Ett nytt Freja"        | Kjell Sundvall  | Hans Rosenfeldt       | 9 januari 1997   |
| 131         | 2             | "Farlig fest"           | Kjell Sundvall  | Gunnar Svensén        | 16 januari 1997  |
| 132         | 3             | "Sista chansen"         | Kjell Sundvall  | Ola Höglund           | 23 januari 1997  |
| 133         | 4             | "Vinna eller försvinna" | Peter Harryson  | Pernilla Oljelund     | 30 januari 1997  |
| 134         | 5             | "Fri eller fången"      | Peter Harryson  | Anna Camilla Anderman | 6 februari 1997  |
| 135         | 6             | "Avslöjande fakta"      | Peter Harryson  | Måns Holmqvist        | 13 februari 1997 |
| 136         | 7             | "Bakom lyckta dörrar"   | Thomas Hellberg | Hjalmar Olsson        | 20 februari 1997 |
| 137         | 8             | "Förbjuden kärlek"      | Thomas Hellberg | Thomas Nilsson        | 27 februari 1997 |
| 138         | 9             | "Frågor och svar"       | Thomas Hellberg | Måns Holmqvist        | 6 mars 1997      |
| 139         | 10            | "Tappert försök"        | Karin Falck     | Michael Hancock       | 13 mars 1997     |
| 140         | 11            | "Bättre fly..."         | Karin Falck     | Lisa Sahlin           | 20 mars 1997     |
| 141         | 12            | "En grop åt andra"      | Karin Falck     | Ola Höglund           | 27 mars 1997     |
| 142         | 13            | "Mot bättre vetande"    | Thomas Hellberg | Michael Hancock       | 3 april 1997     |
| 143         | 14            | "Bindande bevis"        | Thomas Hellberg | Måns Holmqvist        | 10 april 1997    |
| 144         | 15            | "Hela havet stormar"    | Thomas Hellberg | Gunnar Svensén        | 17 april 1997    |

### Säsong 11
Huvudförfattare denna säsong var Bror Yngve Anderson.
| Nr i serien | Nr i säsongen | Titel                     | Regissör        | Manus                    | Originalvisning   |
| ----------- | ------------- | ------------------------- | --------------- | ------------------------ | ----------------- |
| 145         | 1             | "Lik i lasten"            | Anders Lenhoff  | Gunnar Svensén           | 21 augusti 1997   |
| 146         | 2             | "Anonymt alibi"           | Anders Lenhoff  | Jesper Harrie            | 28 augusti 1997   |
| 147         | 3             | "Lögner och löften"       | Anders Lenhoff  | Thomas Nilsson           | 4 september 1997  |
| 148         | 4             | "Farlig försoning"        | Thomas Hellberg | Ola Höglund              | 11 september 1997 |
| 149         | 5             | "Vänner emellan"          | Thomas Hellberg | Hans Rosenfeldt          | 18 september 1997 |
| 150         | 6             | "Kontakt sökes"           | Thomas Hellberg | Maria Engqvist           | 25 september 1997 |
| 151         | 7             | "I hastigt mod"           | Peter Harryson  | Kristina Mansfeld        | 2 oktober 1997    |
| 152         | 8             | "Begär och belöning"      | Peter Harryson  | Gunnar Svensén           | 9 oktober 1997    |
| 153         | 9             | "En fråga om förtroende"  | Peter Harryson  | Måns Holmqvist           | 16 oktober 1997   |
| 154         | 10            | "Brott och straff"        | Martin Asphaug  | Ola Höglund              | 23 oktober 1997   |
| 155         | 11            | "Hemliga tårar"           | Martin Asphaug  | Thomas Nilsson           | 30 oktober 1997   |
| 156         | 12            | "Löst prat och hårda ord" | Martin Asphaug  | Jesper Harrie            | 6 november 1997   |
| 157         | 13            | "Svarta får"              | Thomas Hellberg | Hans Rosenfeldt          | 13 november 1997  |
| 158         | 14            | "Tjockare än vatten"      | Thomas Hellberg | Gunnar Svensén           | 20 november 1997  |
| 159         | 15            | "Älskar, älskar inte"     | Thomas Hellberg | Anna-Lotta Ason Berggren | 27 november 1997  |
| 160         | 16            | "Trumf på hand"           | Martin Asphaug  | Ola Höglund              | 4 december 1997   |
| 161         | 17            | "En skandal i societeten" | Martin Asphaug  | Maria Engqvist           | 11 december 1997  |
| 162         | 18            | "Den förlorade sonen"     | Martin Asphaug  | Måns Holmqvist           | 18 december 1997  |

### Säsong 12
Huvudförfattare denna säsong var Camilla Ahlgren och Hans Rosenfeldt.
| Nr i serien | Nr i säsongen | Titel                    | Regissör        | Manus              | Originalvisning  |
| ----------- | ------------- | ------------------------ | --------------- | ------------------ | ---------------- |
| 163         | 1             | "Desperata dåd"          | Pelle Berglund  | Måns Holmqvist     | 8 januari 1998   |
| 164         | 2             | "Objudna gäster"         | Pelle Berglund  | Inger Johansson    | 15 januari 1998  |
| 165         | 3             | "Svek och sabotage"      | Pelle Berglund  | Lotta Jörgensson   | 22 januari 1998  |
| 166         | 4             | "Möte med det förflutna" | Bengt Bauler    | Magnus Abrahamsson | 29 januari 1998  |
| 167         | 5             | "Sanning och konsekvens" | Bengt Bauler    | Stefan Karlsson    | 5 februari 1998  |
| 168         | 6             | "Blodsband"              | Bengt Bauler    | Karin Fredriksson  | 12 februari 1998 |
| 169         | 7             | "Minnenas parad"         | Anders Lenhoff  | Karin Fredriksson  | 19 februari 1998 |
| 170         | 8             | "Sanningens minut"       | Anders Lenhoff  | Anders Brundin     | 26 februari 1998 |
| 171         | 9             | "Fånge i det förgångna"  | Anders Lenhoff  | Inger Johansson    | 5 mars 1998      |
| 172         | 10            | "Freja i blåsväder"      | Thomas Hellberg | Cilla Börjlind     | 12 mars 1998     |
| 173         | 11            | "Brustna illusioner"     | Thomas Hellberg | Måns Holmqvist     | 19 mars 1998     |
| 174         | 12            | "Låsta positioner"       | Thomas Hellberg | Anna Fredriksson   | 26 mars 1998     |
| 175         | 13            | "Sov du lilla videung"   | Bengt Bauler    | Jörgen Bergmark    | 2 april 1998     |
| 176         | 14            | "När maskerna faller"    | Bengt Bauler    | Inger Johansson    | 9 april 1998     |
| 177         | 15            | "Till andra sidan"       | Bengt Bauler    | Karin Fredriksson  | 16 april 1998    |
| 178         | 16            | "Sova med fienden"       | Anders Lenhoff  | Anna Fredriksson   | 23 april 1998    |
| 179         | 17            | "Död eller levande?"     | Anders Lenhoff  | Carlo Schmidt      | 30 april 1998    |
| 180         | 18            | "Utan återvändo"         | Anders Lenhoff  | Måns Holmqvist     | 7 maj 1998       |

### Säsong 13
Huvudförfattare denna säsong var Camilla Ahlgren och Hans Rosenfeldt.
| Nr i serien | Nr i säsongen | Titel                  | Regissör        | Manus          | Originalvisning   |
| ----------- | ------------- | ---------------------- | --------------- | -------------- | ----------------- |
| 181         | 1             | "Kris"                 | Thomas Hellberg | Måns Holmqvist | 20 augusti 1998   |
| 182         | 2             | "Oväntad återkomst"    | Thomas Hellberg | Anna Siegård   | 27 augusti 1998   |
| 183         | 3             | "I eget intresse"      | Thomas Hellberg | Lotta Dolk     | 3 september 1998  |
| 184         | 4             | "Herre på täppan"      | Bengt Bauler    | Lotta Dolk     | 10 september 1998 |
| 185         | 5             | "I sista minuten"      | Bengt Bauler    | Måns Holmqvist | 17 september 1998 |
| 186         | 6             | "Trumf på hand"        | Bengt Bauler    | Anna Siegård   | 24 september 1998 |
| 187         | 7             | "Förbigångna"          | Pontus Klänge   | Anna Siegård   | 1 oktober 1998    |
| 188         | 8             | "Övertag"              | Pontus Klänge   | Lotta Dolk     | 8 oktober 1998    |
| 189         | 9             | "Tid att gå vidare"    | Pontus Klänge   | Måns Holmqvist | 15 oktober 1998   |
| 190         | 10            | "Den nakna sanningen"  | Thomas Hellberg | Måns Holmqvist | 22 oktober 1998   |
| 191         | 11            | "Dilemma"              | Thomas Hellberg | Anna Siegård   | 29 oktober 1998   |
| 192         | 12            | "Spelets regler"       | Thomas Hellberg | Lotta Dolk     | 5 november 1998   |
| 193         | 13            | "Larmet går"           | Bengt Bauler    | Lotta Dolk     | 12 november 1998  |
| 194         | 14            | "Kollisionskurs"       | Bengt Bauler    | Måns Holmqvist | 19 november 1998  |
| 195         | 15            | "Tro, hopp och kärlek" | Bengt Bauler    | Anna Siegård   | 26 november 1998  |
| 196         | 16            | "Det godas fiende"     | Pontus Klänge   | Anna Siegård   | 3 december 1998   |
| 197         | 17            | "Som man bäddar..."    | Pontus Klänge   | Lotta Dolk     | 10 december 1998  |
| 198         | 18            | "Stormvarning"         | Pontus Klänge   | Måns Holmqvist | 17 december 1998  |

### Säsong 14
Huvudförfattare denna säsong var Camilla Ahlgren och Hans Rosenfeldt.
| Nr i serien | Nr i säsongen | Titel                        | Regissör         | Manus                            | Originalvisning  |
| ----------- | ------------- | ---------------------------- | ---------------- | -------------------------------- | ---------------- |
| 199         | 1             | "Dansa med fienden"          | Thomas Hellberg  | Måns Holmqvist                   | 14 januari 1999  |
| 200         | 2             | "Mellan dröm och verklighet" | Thomas Hellberg  | Camilla Ahlgren, Hans Rosenfeldt | 21 januari 1999  |
| 201         | 3             | "Villfarelser"               | Thomas Hellberg  | Lotta Dolk                       | 28 januari 1999  |
| 202         | 4             | "På återseende"              | Bengt Bauler     | Lotta Dolk                       | 4 februari 1999  |
| 203         | 5             | "En ny utmaning"             | Bengt Bauler     | Måns Holmqvist                   | 11 februari 1999 |
| 204         | 6             | "Oväntat besök"              | Bengt Bauler     | Karin Alvtegen                   | 18 februari 1999 |
| 205         | 7             | "Kärlekens labyrinter"       | Magnus Skogsberg | Karin Alvtegen                   | 25 februari 1999 |
| 206         | 8             | "Utan fotfäste"              | Magnus Skogsberg | Ulrika Kolmodin                  | 4 mars 1999      |
| 207         | 9             | "Moderskärlek"               | Magnus Skogsberg | Karin Gidfors                    | 11 mars 1999     |
| 208         | 10            | "Dunkla motiv"               | Thomas Hellberg  | Lotta Dolk                       | 18 mars 1999     |
| 209         | 11            | "Falska förbindelser"        | Thomas Hellberg  | Karin Alvtegen                   | 25 mars 1999     |
| 210         | 12            | "Rött kort"                  | Thomas Hellberg  | Måns Holmqvist                   | 1 april 1999     |
| 211         | 13            | "Nya vänner, nya fiender"    | Bengt Bauler     | Måns Holmqvist                   | 8 april 1999     |
| 212         | 14            | "Tro, hopp och kärlek"       | Bengt Bauler     | Lotta Dolk                       | 15 april 1999    |
| 213         | 15            | "Glömda minnen"              | Bengt Bauler     | Karin Alvtegen                   | 22 april 1999    |
| 214         | 16            | "Svikna förtroenden"         | Magnus Skogsberg | Karin Alvtegen                   | 29 april 1999    |
| 215         | 17            | "Fångad av kärlek"           | Magnus Skogsberg | Måns Holmqvist                   | 6 maj 1999       |
| 216         | 18            | "Den som gapar över mycket"  | Magnus Skogsberg | Lotta Dolk                       | 13 maj 1999      |

### Säsong 15
Huvudförfattare denna säsong var Camilla Ahlgren.
| Nr i serien | Nr i säsongen | Titel                   | Regissör        | Manus            | Originalvisning   |
| ----------- | ------------- | ----------------------- | --------------- | ---------------- | ----------------- |
| 217         | 1             | "I krisens spår"        | Thomas Hellberg | Lotta Dolk       | 26 augusti 1999   |
| 218         | 2             | "Övergiven"             | Thomas Hellberg | Måns Holmqvist   | 2 september 1999  |
| 219         | 3             | "Med ont uppsåt"        | Thomas Hellberg | Karin Alvtegen   | 9 september 1999  |
| 220         | 4             | "Besvikelser"           | Bengt Bauler    | Karin Alvtegen   | 16 september 1999 |
| 221         | 5             | "Pappa vet bäst"        | Bengt Bauler    | Måns Holmqvist   | 23 september 1999 |
| 222         | 6             | "I svartsjukans klor"   | Bengt Bauler    | Lotta Dolk       | 30 september 1999 |
| 223         | 7             | "Sviken"                | Maria Weisby    | Lotta Dolk       | 7 oktober 1999    |
| 224         | 8             | "Dilemma"               | Maria Weisby    | Karin Alvtegen   | 14 oktober 1999   |
| 225         | 9             | "Nakna nerver"          | Maria Weisby    | Måns Holmqvist   | 21 oktober 1999   |
| 226         | 10            | "Agnar från vete"       | Thomas Hellberg | Anna Siegård     | 28 oktober 1999   |
| 227         | 11            | "Upp upp och iväg"      | Thomas Hellberg | Rikard Bergqvist | 4 november 1999   |
| 228         | 12            | "Lite extra krydda"     | Thomas Hellberg | Karin Gidfors    | 11 november 1999  |
| 229         | 13            | "Vedergällning"         | Bengt Bauler    | Karin Alvtegen   | 18 november 1999  |
| 230         | 14            | "Skynda långsamt"       | Bengt Bauler    | Lotta Dolk       | 25 november 1999  |
| 231         | 15            | "Måttet är rågat"       | Bengt Bauler    | Måns Holmqvist   | 2 december 1999   |
| 232         | 16            | "Natten går tunga fjät" | Anders Lenhoff  | Måns Holmqvist   | 9 december 1999   |
| 233         | 17            | "Da'n före da'n"        | Anders Lenhoff  | Lotta Dolk       | 16 december 1999  |
| 234         | 18            | "God Jul"               | Anders Lenhoff  | Karin Alvtegen   | 23 december 1999  |

### Säsong 16
Huvudförfattare denna säsong var Camilla Ahlgren.
| Nr i serien | Nr i säsongen | Titel                              | Regissör        | Manus            | Originalvisning  |
| ----------- | ------------- | ---------------------------------- | --------------- | ---------------- | ---------------- |
| 235         | 1             | "När de döda vaknar"               | Thomas Hellberg | Måns Holmqvist   | 13 januari 2000  |
| 236         | 2             | "Outgrundliga äro Herrens vägar"   | Thomas Hellberg | Ulrika Göransson | 20 januari 2000  |
| 237         | 3             | "Flaggan i topp"                   | Thomas Hellberg | Rikard Bergqvist | 27 januari 2000  |
| 238         | 4             | "Familjelycka"                     | Maria Weisby    | Rikard Bergqvist | 3 februari 2000  |
| 239         | 5             | "Som en blixt från en klar himmel" | Maria Weisby    | Måns Holmqvist   | 10 februari 2000 |
| 240         | 6             | "Drottning utan tron"              | Maria Weisby    | Ulrika Göransson | 17 februari 2000 |
| 241         | 7             | "Avslöjanden"                      | Bengt Bauler    | Karin Gidfors    | 24 februari 2000 |
| 242         | 8             | "Missförstånd"                     | Bengt Bauler    | Annika Stenlund  | 2 mars 2000      |
| 243         | 9             | "Stormvarning"                     | Bengt Bauler    | Karin Alvtegen   | 9 mars 2000      |
| 244         | 10            | "Svart guld"                       | Thomas Hellberg | Rikard Bergqvist | 16 mars 2000     |
| 245         | 11            | "Som ett brev på posten"           | Thomas Hellberg | Ulrika Göransson | 23 mars 2000     |
| 246         | 12            | "Halloween"                        | Thomas Hellberg | Måns Holmqvist   | 30 mars 2000     |
| 247         | 13            | "Gammal kärlek rostar aldrig"      | Maria Weisby    | Måns Holmqvist   | 6 april 2000     |
| 248         | 14            | "Saknadens röst"                   | Maria Weisby    | Rikard Bergqvist | 13 april 2000    |
| 249         | 15            | "Snaran dras åt"                   | Maria Weisby    | Ulrika Göransson | 20 april 2000    |
| 250         | 16            | "På lösan sand"                    | Bengt Bauler    | Ulrika Göransson | 27 april 2000    |
| 251         | 17            | "Striptease"                       | Bengt Bauler    | Måns Holmqvist   | 4 maj 2000       |
| 252         | 18            | "Uppbrott"                         | Bengt Bauler    | Rikard Bergqvist | 11 maj 2000      |

### Säsong 17
Huvudförfattare denna säsong var Camilla Ahlgren.
| Nr i serien | Nr i säsongen | Titel                        | Regissör        | Manus            | Originalvisning   |
| ----------- | ------------- | ---------------------------- | --------------- | ---------------- | ----------------- |
| 253         | 1             | "Vägen tillbaka"             | Thomas Hellberg | Karin Alvtegen   | 24 augusti 2000   |
| 254         | 2             | "Etik och moral"             | Thomas Hellberg | Rikard Bergqvist | 31 augusti 2000   |
| 255         | 3             | "Frihetens pris"             | Thomas Hellberg | Ulrika Göransson | 7 september 2000  |
| 256         | 4             | "Kärlekens irrvägar"         | Maria Weisby    | Ulrika Göransson | 14 september 2000 |
| 257         | 5             | "Döttrar och söner"          | Maria Weisby    | Karin Alvtegen   | 21 september 2000 |
| 258         | 6             | "Clownskräck"                | Maria Weisby    | Rikard Bergqvist | 28 september 2000 |
| 259         | 7             | "Hårt mot hårt"              | Bengt Bauler    | Rikard Bergqvist | 5 oktober 2000    |
| 260         | 8             | "Egna beslut och andras"     | Bengt Bauler    | Ulrika Göransson | 12 oktober 2000   |
| 261         | 9             | "Under ytan"                 | Bengt Bauler    | Karin Alvtegen   | 19 oktober 2000   |
| 262         | 10            | "Sjukdom och saknad"         | Thomas Hellberg | Catharina Ström  | 26 oktober 2000   |
| 263         | 11            | "Överraskningar"             | Thomas Hellberg | Anders Lidén     | 2 november 2000   |
| 264         | 12            | "Blodsbröder"                | Thomas Hellberg | Lars Söderman    | 9 november 2000   |
| 265         | 13            | "Hämnden"                    | Maria Weisby    | Ulrika Göransson | 16 november 2000  |
| 266         | 14            | "Fool for love"              | Maria Weisby    | Rikard Bergqvist | 23 november 2000  |
| 267         | 15            | "Blod är tjockare än vatten" | Maria Weisby    | Karin Alvtegen   | 30 november 2000  |
| 268         | 16            | "Bedragen"                   | Bengt Bauler    | Karin Alvtegen   | 7 december 2000   |
| 269         | 17            | "En plan växer fram"         | Bengt Bauler    | Ulrika Göransson | 14 december 2000  |
| 270         | 18            | "I nöd och lust"             | Bengt Bauler    | Rikard Bergqvist | 21 december 2000  |

### Säsong 18
Huvudförfattare denna säsong var Camilla Ahlgren.
| Nr i serien | Nr i säsongen | Titel                     | Regissör       | Manus            | Originalvisning  |
| ----------- | ------------- | ------------------------- | -------------- | ---------------- | ---------------- |
| 271         | 1             | "Nya Tider"               | Stina Rautelin | Rikard Bergqvist | 11 januari 2001  |
| 272         | 2             | "Freja i hamn"            | Stina Rautelin | Ulrika Göransson | 18 januari 2001  |
| 273         | 3             | "Uno-dagen"               | Stina Rautelin | Karin Alvtegen   | 25 januari 2001  |
| 274         | 4             | "Arvsskifte"              | Mia Rustman    | Karin Alvtegen   | 1 februari 2001  |
| 275         | 5             | "Redarbal och Knegarbal"  | Mia Rustman    | Ulrika Göransson | 8 februari 2001  |
| 276         | 6             | "Baksmälla"               | Mia Rustman    | Rikard Bergqvist | 15 februari 2001 |
| 277         | 7             | "Djupt vatten"            | Maria Weisby   | Rikard Bergqvist | 22 februari 2001 |
| 278         | 8             | "Med sanningen i hälarna" | Maria Weisby   | Ulrika Göransson | 1 mars 2001      |
| 279         | 9             | "Lögnens rätta ansikte"   | Maria Weisby   | Karin Alvtegen   | 8 mars 2001      |
| 280         | 10            | "Apgryta"                 | Stina Rautelin | Jan Käll         | 15 mars 2001     |
| 281         | 11            | "Dåliga vibrationer"      | Stina Rautelin | Anders Lidén     | 22 mars 2001     |
| 282         | 12            | "Ingen patentlösning"     | Stina Rautelin | Lars Söderman    | 29 mars 2001     |
| 283         | 13            | "Ombytta roller"          | Bengt Bauler   | Karin Alvtegen   | 5 april 2001     |
| 284         | 14            | "Ingen återvändo"         | Bengt Bauler   | Ulrika Göransson | 12 april 2001    |
| 285         | 15            | "The Lost Son"            | Bengt Bauler   | Rikard Bergqvist | 19 april 2001    |
| 286         | 16            | "Tillbaka från de Döda"   | Mia Rustman    | Karin Alvtegen   | 26 april 2001    |
| 287         | 17            | "Sveket"                  | Mia Rustman    | Ulrika Göransson | 3 maj 2001       |
| 288         | 18            | "Såsom i en spegel"       | Mia Rustman    | Rikard Bergqvist | 10 maj 2001      |

### Säsong 19
Huvudförfattare denna säsong var Camilla Ahlgren.
| Nr i serien | Nr i säsongen | Titel                           | Regissör        | Manus                         | Originalvisning   |
| ----------- | ------------- | ------------------------------- | --------------- | ----------------------------- | ----------------- |
| 289         | 1             | "Omstart"                       | Stina Rautelin  | Rikard Bergqvist              | 23 augusti 2001   |
| 290         | 2             | "Hämnden är ljuv"               | Stina Rautelin  | Karin Alvtegen                | 30 augusti 2001   |
| 291         | 3             | "Vinna eller försvinna"         | Stina Rautelin  | Elisabeth Croneborg           | 6 september 2001  |
| 292         | 4             | "Fri men ändå fånge"            | Bengt Bauler    | Elisabeth Croneborg           | 13 september 2001 |
| 293         | 5             | "Smugglaren som slank ur nätet" | Bengt Bauler    | Anders Lidén                  | 20 september 2001 |
| 294         | 6             | "Världsrekord"                  | Bengt Bauler    | Rikard Bergqvist              | 27 september 2001 |
| 295         | 7             | "Ur funktion"                   | Philippa Wallér | Rikard Bergqvist              | 4 oktober 2001    |
| 296         | 8             | "Salt, lögner och vänskapsband" | Philippa Wallér | Elisabeth Croneborg           | 11 oktober 2001   |
| 297         | 9             | "April, April"                  | Philippa Wallér | Karin Alvtegen                | 18 oktober 2001   |
| 298         | 10            | "Falska vänner"                 | Mia Rustman     | Anders Lidén                  | 25 oktober 2001   |
| 299         | 11            | "Wild Wild East"                | Mia Rustman     | Lars Söderman                 | 1 november 2001   |
| 300         | 12            | "Den sista färden?"             | Mia Rustman     | Ola Hellsten, Camilla Ahlgren | 8 november 2001   |
| 301         | 13            | "Dödens skepp"                  | Bengt Bauler    | Karin Alvtegen                | 15 november 2001  |
| 302         | 14            | "Dokusoppa"                     | Bengt Bauler    | Rikard Bergqvist              | 22 november 2001  |
| 303         | 15            | "Slå mig med din rytmpinne"     | Bengt Bauler    | Elisabeth Croneborg           | 29 november 2001  |
| 304         | 16            | "Risky Business"                | Kjell Sundvall  | Elisabeth Croneborg           | 6 december 2001   |
| 305         | 17            | "Dyra Dollar"                   | Kjell Sundvall  | Anders Lidén                  | 13 december 2001  |
| 306         | 18            | "Skymning"                      | Kjell Sundvall  | Rikard Bergqvist              | 20 december 2001  |

### Säsong 20
Huvudförfattare denna säsong var Camilla Ahlgren.
| Nr i serien | Nr i säsongen | Titel                             | Regissör        | Manus                 | Originalvisning  |
| ----------- | ------------- | --------------------------------- | --------------- | --------------------- | ---------------- |
| 307         | 1             | "Nya Allianser"                   | Bengt Bauler    | Rikard Bergqvist      | 31 januari 2002  |
| 308         | 2             | "Bistra Besked"                   | Bengt Bauler    | Anders Lidén          | 7 februari 2002  |
| 309         | 3             | "Den Gråtande Clownen"            | Bengt Bauler    | Elisabeth Croneborg   | 14 februari 2002 |
| 310         | 4             | "Skumpa, sex och solkigt samvete" | Tova Magnusson  | Elisabeth Croneborg   | 21 februari 2002 |
| 311         | 5             | "Sanitas Per Aqua"                | Tova Magnusson  | Rikard Bergqvist      | 28 februari 2002 |
| 312         | 6             | "Vild strejk"                     | Tova Magnusson  | Anders Lidén          | 7 mars 2002      |
| 313         | 7             | "Blod och champagne"              | Philippa Wallér | Anders Lidén          | 14 mars 2002     |
| 314         | 8             | "Nice Try"                        | Philippa Wallér | Åsa Anderberg Strollo | 21 mars 2002     |
| 315         | 9             | "Panik på alla plan"              | Philippa Wallér | Elisabeth Croneborg   | 28 mars 2002     |
| 316         | 10            | "Så länge skutan kan gå..."       | Bengt Bauler    | Elisabeth Croneborg   | 4 april 2002     |
| 317         | 11            | "Nära slutet"                     | Bengt Bauler    | Anders Lidén          | 11 april 2002    |
| 318         | 12            | "Med flaggan i topp"              | Bengt Bauler    | Camilla Ahlgren       | 18 april 2002    |